# Manejo de la vida silvestre

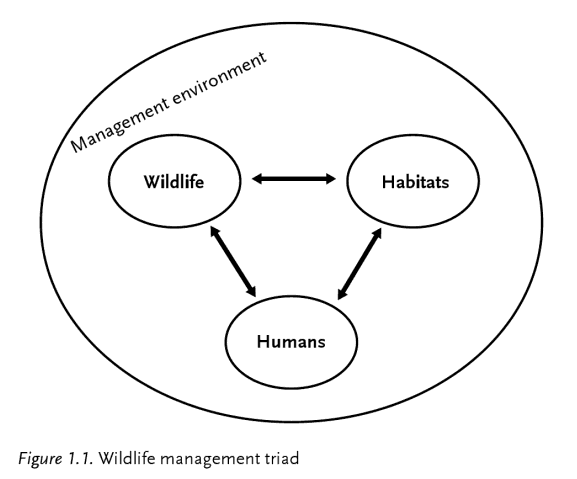
Wildlife management triad según Decker et al. (2001) Human Dimensions of Wildlife Management.

La gestión de la vida silvestre es el proceso de gestión que influye en las interacciones entre la vida silvestre, sus hábitats y las personas para lograr impactos predefinidos. Intenta equilibrar las necesidades de la vida silvestre con las necesidades de las personas utilizando la mejor ciencia disponible. El manejo de la vida silvestre puede incluir la conservación de la vida silvestre, la caza y el control de plagas. La gestión de la vida silvestre se basa en disciplinas como las matemáticas, la química, la biología, la ecología, la climatología y la geografía para obtener los mejores resultados.
El manejo de la vida silvestre tiene como objetivo detener la pérdida de la biodiversidad, al tomar en consideración principios ecológicos como la capacidad de carga, la perturbación y la sucesión, y las condiciones ambientales como la geografía física, la edafología y la hidrología. La mayoría de los biólogos de vida silvestre se preocupan por la conservación y mejora de los hábitats; aunque la reconstrucción ha estado tomando auge en la época contemporánea. Las técnicas pueden incluir la reforestación, el control de plagas, la nitrificación y la desnitrificación, el riego, el rebrote y la colocación de setos.
La caza es la gestión o el control de la vida silvestre cuya finalidad es garantizar el bienestar de los animales y puede incluir la matanza de otros animales que comparten el mismo nicho, o depredadores, para mantener una alta población de especies más rentables, como los faisanes introducidos en los bosques. En su libro Game Management de 1933, Aldo Leopold, uno de los pioneros del manejo de la vida silvestre como ciencia, lo definió como «el arte de hacer que la tierra produzca cultivos anuales sostenidos de caza silvestre para uso recreativo».
El control de plagas es el manejo de plagas reales o percibidas y puede utilizarse en beneficio de la vida silvestre, los agricultores, los guardabosques o la seguridad humana. En los Estados Unidos, las prácticas de manejo de la vida silvestre a menudo son implementadas por una agencia gubernamental para hacer cumplir una ley, como la Ley de Especies en Peligro de Extinción.
En el Reino Unido, la gestión de la vida silvestre está a cargo de varias organizaciones, incluidos organismos gubernamentales como la Comisión Forestal, organizaciones benéficas como RSPB y The Wildlife Trusts, así como guardabosques y contratistas privados. También se ha aprobado legislación para proteger la vida silvestre, como la Ley de vida silvestre y campo de 1981. El gobierno del Reino Unido también otorga subsidios a los agricultores a través del Esquema de administración del campo para mejorar el valor de conservación de sus granjas.

## Historia

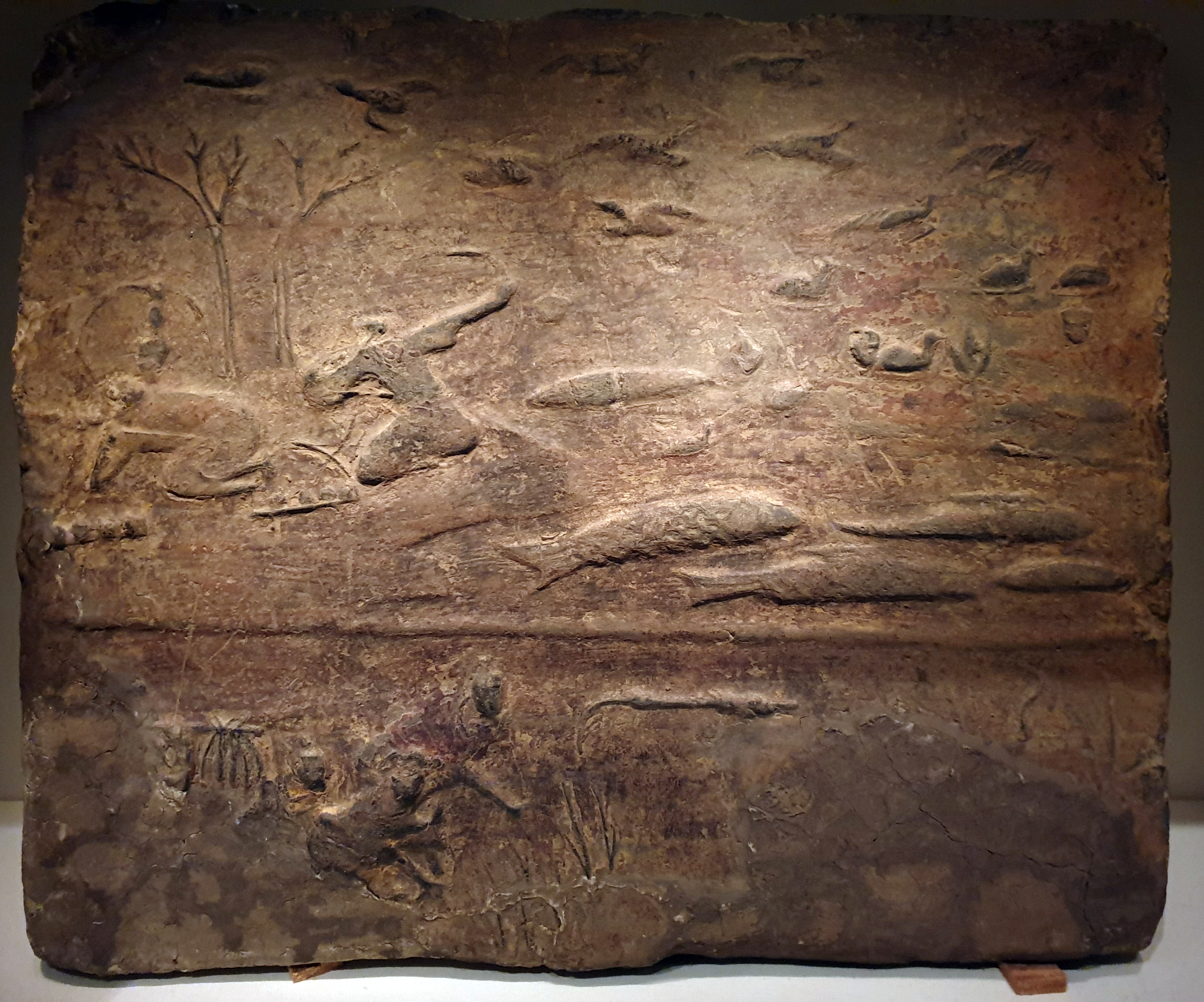
Ladrillo de la tumba de la dinastía Han que representa una escena de pesca y caza.

### Leyes de caza
La historia del manejo de la vida silvestre comienza con las leyes de caza, que regulaban el derecho a matar ciertos tipos de peces y animales salvajes (caza). En Gran Bretaña, las leyes de juego se desarrollaron a partir de las leyes forestales, que en la época de los reyes normandos eran muy opresivas. Bajo Guillermo el Conquistador, era un crimen tan grande matar a uno de los ciervos del rey como matar a uno de sus súbditos. Cierto rango y posición, o la posesión de cierta cantidad de propiedad, fueron durante mucho tiempo requisitos indispensables para conferir a cualquiera el derecho de perseguir y matar animales.
La Ley de caza de 1831 protegió a las aves de caza al establecer temporadas de veda en las que no podían capturarse legalmente. La ley hizo que fuera legal cazar solo con la provisión de una licencia de cacería y dispuso el nombramiento de guardabosques en todo el país. Los propósitos de la ley eran equilibrar las necesidades de conservación y cosecha, y gestionar tanto el medio ambiente como las poblaciones de peces y animales de caza.

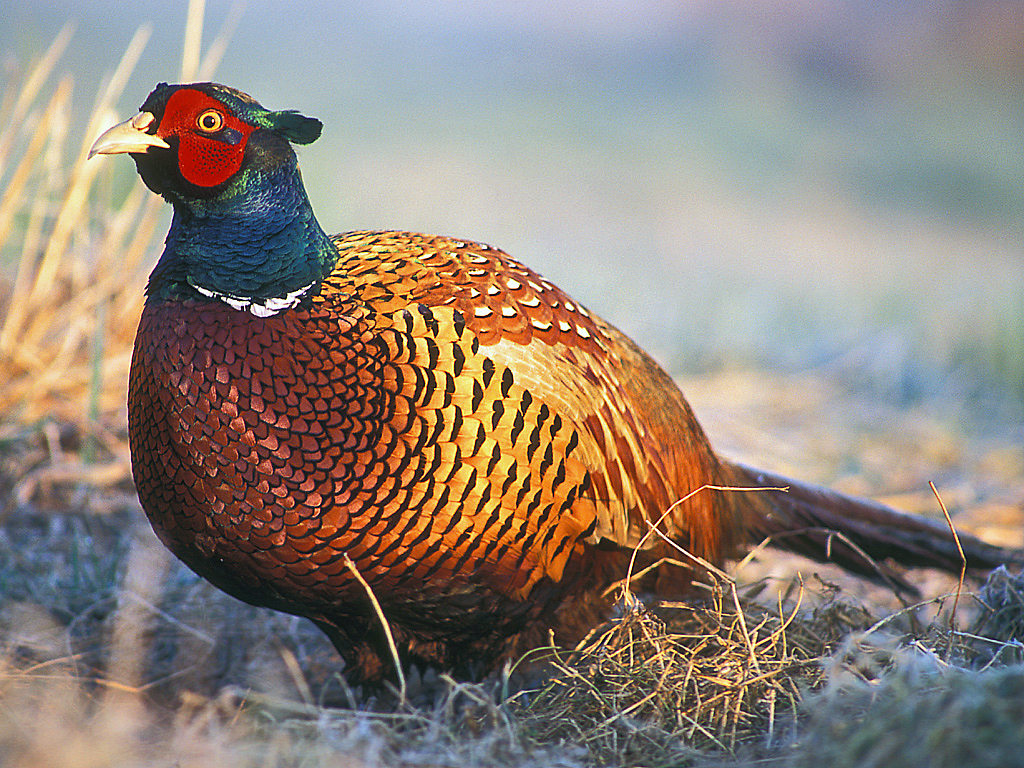
La Ley de caza de 1831 protege las aves de caza en Inglaterra y Gales.

Las primeras leyes de juego también se promulgaron en los EE. UU.; en 1839, Rhode Island cerró la temporada de caza del venado cola blanca de mayo a noviembre. Otras regulaciones durante este tiempo se centraron principalmente en restringir la caza. En ese momento, los legisladores no consideraron el tamaño de la población ni la necesidad de preservar o restaurar los hábitats de la vida silvestre.

### Surgimiento de la conservación de la vida silvestre
El final del siglo XIX vio la aprobación de las primeras leyes de conservación de la vida silvestre y el establecimiento de las primeras sociedades de conservación de la naturaleza. La Ley de Preservación de Aves Marinas de 1869 fue aprobada en Gran Bretaña como la primera ley de protección de la naturaleza en el mundo después de un amplio cabildeo de la Asociación para la Protección de las Aves Marinas.
La Royal Society for the Protection of Birds fue fundada como Plumage League en 1889 por Emily Williamson en su casa de Mánchester como un grupo de protesta que hacía campaña contra el uso de pieles y plumas de somormujo lavanco y gaviotas tridáctilas en prendas de piel. El grupo ganó popularidad y finalmente se fusionó con Fur and Feather League en Croydon para formar RSPB. La Sociedad atrajo un apoyo creciente de las clases medias suburbanas, así como el apoyo de muchas otras figuras influyentes, como el ornitólogo Alfred Newton.
El National Trust se formó en 1895 con el manifiesto de «... promover la preservación permanente, en beneficio de la nación, de las tierras, ... para preservar (en la medida de lo posible) su aspecto natural». El 1 de mayo de 1899, el Trust compró dos acres de Wicken Fen con una donación del naturalista aficionado Charles Rothschild, estableciendo la primera reserva natural en Gran Bretaña. Rothschild fue un pionero de la conservación de la vida silvestre en Gran Bretaña y luego estableció muchas otras reservas naturales, como una en Woodwalton Fen, cerca de Huntingdon, en 1910. Durante su vida, construyó y administró su finca en Ashton Wold en Northamptonshire para maximizar su idoneidad para la vida silvestre, especialmente las mariposas. Preocupado por la pérdida de hábitats de vida silvestre, en 1912 creó la Sociedad para la Promoción de Reservas Naturales, precursora de la asociación The Wildlife Trusts.
Durante los primeros años de la sociedad, la membresía solía estar compuesta por naturalistas especialistas y su crecimiento fue comparativamente lento. El primer Trust independiente se formó en Norfolk en 1926 como Norfolk Naturalists Trust, seguido en 1938 por Pembrokeshire Bird Protection Society, que después de varios cambios de nombre posteriores ahora es Wildlife Trust of South and West Wales y no fue hasta la década de 1940 y 1950 que se formaron más fideicomisos de naturalistas en Yorkshire, Lincolnshire, Leicestershire y Cambridgeshire. Estos primeros fideicomisos tendían a centrarse en la compra de tierras para establecer reservas naturales en las áreas geográficas a las que servían.

### Manejo de la vida silvestre en Estados Unidos
La profesión de manejo de la vida silvestre fue establecida en los Estados Unidos en las décadas de 1920 y 1930 por Aldo Leopold y otros que buscaban trascender las políticas puramente restrictivas de la generación anterior de conservacionistas, como el activista contra la caza William T. Hornaday. Leopold y su socio cercano Herbert Stoddard, quienes habían sido entrenados en silvicultura científica, argumentaron que la ciencia y la tecnología modernas podrían usarse para restaurar y mejorar el hábitat de la vida silvestre y así producir abundantes «cosechas» de patos, ciervos y otros valiosos animales salvajes.
Los cimientos institucionales de la profesión de manejo de vida silvestre se establecieron en la década de 1930, cuando a Leopold se le otorgó la primera cátedra universitaria en manejo de vida silvestre (1933, Universidad de Wisconsin, Madison), cuando se publicó el libro de texto de Leopold Game Management (1933), cuando La Sociedad de Vida Silvestre se fundó, cuando el Journal of Wildlife Management comenzó a publicarse y cuando se establecieron las primeras Unidades Cooperativas de Investigación de Vida Silvestre. Los conservacionistas planearon muchos proyectos a lo largo de la década de 1940. Algunos de los cuales incluyeron la recolección de mamíferos hembras como ciervos para disminuir las poblaciones en aumento. Otros incluyeron investigaciones sobre aves acuáticas y humedales. La Ley de Manejo de Pesca y Vida Silvestre se implementó para instar a los agricultores a plantar alimentos para la vida silvestre y brindarles cobertura.
En 1937, se aprobó en los EE. UU. la Ley de Ayuda Federal para la Restauración de la Vida Silvestre (también conocida como Ley Pittman-Robertson). Esta ley supuso un avance importante en el campo de la gestión de la vida silvestre. Colocó un impuesto del 10 % sobre las ventas de armas y municiones. Los fondos generados luego se distribuyeron a los estados para su uso en actividades de manejo e investigación de la vida silvestre. Esta ley sigue vigente hoy en día.
La gestión de la vida silvestre creció después de la Segunda Guerra Mundial con la ayuda del GI Bill y el auge de la posguerra en la caza recreativa. Un paso importante en el manejo de la vida silvestre en los parques nacionales de los Estados Unidos ocurrió después de varios años de controversia pública sobre la reducción forzada de la población de alces en el parque nacional de Yellowstone. En 1963, el Secretario del Interior de los Estados Unidos, Stewart Udall, nombró una junta asesora para recopilar datos científicos para informar el manejo futuro de la vida silvestre. En un documento conocido como Informe Leopold, el comité observó que los programas de sacrificio en otros parques nacionales habían sido ineficaces y recomendó una gestión activa de la población de alces de Yellowstone.

## Oposición
El control de la vida silvestre a través de la matanza y la caza ha sido criticado por activistas por los derechos de los animales y el bienestar de los animales. Los críticos objetan la crueldad real o percibida involucrada en algunas formas de manejo de la vida silvestre. También argumentan en contra de la cría deliberada de ciertos animales por parte de organizaciones ecologistas —cuyos cazadores pagan dinero para matar— en busca de ganancias. Además, llaman la atención sobre la actitud de que es aceptable matar animales en nombre de la preservación del ecosistema o la biodiversidad, pero se considera inaceptable matar humanos con el mismo propósito; afirmando que tales actitudes son una forma de discriminación basada en la pertenencia a una especie, es decir, el especismo.
Los ecologistas también se han opuesto a la caza cuando creen que es innecesaria o que afectará negativamente a la biodiversidad. Los críticos de la caza señalan que la manipulación del hábitat y el control de los depredadores se utilizan a menudo para mantener poblaciones infladas artificialmente de valiosos animales de caza (incluidos los exóticos introducidos) sin tener en cuenta la integridad ecológica del hábitat.
Los guardabosques del Reino Unido afirman que es necesario para la conservación de la vida silvestre, ya que la cantidad de campo que cuidan supera por un factor de nueve la cantidad de reservas naturales y parques nacionales.

## Manejo en el mundo de vida silvestre

### México
En México, el manejo de la vida silvestre es responsabilidad de la Secretaría de Medio Ambiente y Recursos Naturales (SEMARNAT), la PROFEPA y algunas otras instituciones por demarcación territorial o estado.

##### Estrategias de manejo de la vida silvestre en México
El manejo de la vida silvestre en México se lleva a cabo a través de una serie de estrategias, que incluyen:
- Creación de áreas naturales protegidas: Las áreas naturales protegidas son zonas del territorio nacional que están dedicadas a la conservación de la biodiversidad. En México, existen más de 180 áreas naturales protegidas, que abarcan alrededor del 12% del territorio nacional.[31]
- Reintroducción de especies: La reintroducción de especies es el proceso de devolver a una especie a su hábitat natural después de haber sido extinta localmente. En México, se han llevado a cabo varios proyectos de reintroducción de especies, como el del lobo mexicano y el del jaguar.[32]
- Educación ambiental: La educación ambiental es fundamental para el manejo de la vida silvestre, ya que ayuda a crear conciencia sobre la importancia de la conservación. En México, instituciones como la CONANP, la SEMARNAT y la SEDEMA llevan a cabo una serie de programas de educación ambiental para promover la conservación de la vida silvestre.[33][34]

## Lectura complementaria
- Bolen, Eric G., Robinson, William. (2002). Wildlife Ecology and Management. Prentice Hall.
- Caughley, G., A.R.E. Sinclair. (1994). Wildlife Ecology and Management. Blackwell Scientific Publ.